# Surajkaradi
Surajkaradi é uma vila no distrito de Jamnagar, no estado indiano de Gujarat.

## Demografia
Segundo o censo de 2001, Surajkaradi tinha uma população de 16 793 habitantes. Os indivíduos do sexo masculino constituem 52% da população e os do sexo feminino 48%. Surajkaradi tem uma taxa de literacia de 51%, inferior à média nacional de 59,5%: a literacia no sexo masculino é de 60% e no sexo feminino é de 41%. Em Surajkaradi, 15% da população está abaixo dos 6 anos de idade.